# Puente la Reina de Jaca
Puente la Reina de Jaca (en aragonés Puen d'a Reina de Chaca) es un municipio español del partido judicial de Jaca, provincia de Huesca, perteneciente a la comarca de la Jacetania, en Aragón.
Su término municipal incluye los núcleos de Santa Engracia de Jaca y Javierregay. Se encuentra a pie del Camino de Santiago aragonés, que discurre por el propio casco urbano de la localidad.

## Geografía
Puente la Reina de Jaca se encuentra a pie del río Aragón, junto a un puente que lo atraviesa y del que procede el nombre del lugar. Se encuentra emplazada en un estratégico cruce de comunicaciones, que la comunica hacia el norte camino del Pirineo por el cauce del río Aragón Subordán (el cual desemboca en el río Aragón justo junto a su casco urbano); hacia el este camino de Jaca aguas arriba del río Aragón; hacia el sur, a través del puerto de Santa Bárbara y del cauce del río Asabón, conecta con Ayerbe y Huesca; y hacia el este, siguiendo el curso del río Aragón se encamina hacia Sangüesa y Pamplona.
Su término municipal, situado al norte del río Aragón, linda por el norte con el del Valle de Hecho, por el este con el de Santa Cilia de Jaca, por el sur con el de Bailo y por el oeste con el de la Canal de Berdún.
Aunque se encuentra muy cercana al Pirineo, por su ubicación en el valle del Aragón es un territorio esencialmente llano, sin elevaciones destacadas, aunque en la parte norte de su término municipal ya se producen algunas subidas de nivel.

## Economía
Históricamente, la economía de Puente la Reina de Jaca ha estado vinculada tanto a la agricultura como a la ganadería. Sin embargo, en los últimos tiempos el turismo está conociendo un cierto auge, tanto debido al paso del Camino de Santiago como al turismo vinculado a los deportes de invierno, en razón de la cercanía de varias pistas de esquí en el Pirineo.

## Demografía
Puente la Reina de Jaca cuenta con una población de 264 habitantes (INE 2024).
| Gráfica de evolución demográfica de Puente la Reina de Jaca entre 1981 y 2021 |
| |
| Población de derecho según los censos de población del INE Población de hecho según los censos de población del INEEntre el censo de 1981 y el anterior, aparece este municipio porque se fusionan los municipios Javierregay y Santa Engracia |

| 320                       | 295 | 262 | 290 | 251 |
| (Fuente: INE [Consultar]) |     |     |     |     |

## Administración y política
| Período   | Alcalde               | Partido |  |
| --------- | --------------------- | ------- |  |
| 1979-1983 | Antonio Pueyo Pérez   | UCD     |  |
| 1983-1987 |                       |         |  |
| 1987-1991 |                       |         |  |
| 1991-1995 |                       |         |  |
| 1995-1999 |                       |         |  |
| 1999-2003 |                       |         |  |
| 2003-2007 |                       |         |  |
| 2007-2011 |                       |         |  |
| 2011-2015 | Ramón Lobera González | PP      |  |
| 2015-2019 | Ramón Lobera González | PP      |  |

| Partido político    | Partido político                                   | 2003   | 2007   | 2011   | 2015   |
| Partido político    | Partido político                                   | Ediles | Ediles | Ediles | Ediles |
|                     | Partido Popular de Aragón (PP)                     | 1      | 1      | 3      | 6      |
|                     | Partido de los Socialistas de Aragón (PSOE-Aragón) | 3      | 3      | —      | 1      |
|                     | Partido Aragonés (PAR)                             | 1      | 1      | 2      | —      |
|                     | Chunta Aragonesista (CHA)                          | 2      | —      | —      | —      |
| Total de concejales | Total de concejales                                | 7      | 5      | 5      | 7      |

## Localidades hermanadas
- Saint-Sever, Francia.[10]